# Achsenzeit
Als Achsenzeit bezeichnet Karl Jaspers in seinen geschichtsphilosophischen Betrachtungen Vom Ursprung und Ziel der Geschichte (1949) die Zeitspanne von etwa 800 bis 200 v. Chr., in der die geistige Grundlegung der gegenwärtigen Menschheit erfolgt sei. So seien in vier voneinander unabhängigen Kulturräumen – China, Indien, dem Iran und der östlichen Mittelmeerwelt – gleichzeitig bedeutende philosophische und technische Fortschritte gemacht worden, die alle nachfolgenden Zivilisationen maßgeblich geprägt hätten. Sie habe jene Grundkategorien hervorgebracht, in denen der Mensch noch heute denkt, und damit den modernen Menschen überhaupt.
Die wissenschaftliche Diskussion um Jaspers Hypothese einer „Achse der Weltgeschichte“ hält bis heute an und wird etwa von Gesellschafts-, Kultur- und Religionswissenschaftlern wie Shmuel N. Eisenstadt, Hans Joas, Robert N. Bellah, Marcel Gauchet, Jan Assmann, Karen Armstrong, Aleida Assmann, Johann P. Arnason und Björn Wittrock fortgesetzt.

## Begriffsgeschichte
Zwar hat Karl Jaspers den Begriff der Achsenzeit geprägt und zuerst benutzt, die Idee dahinter ist aber schon älter, reicht bis in das Zeitalter der Aufklärung zurück und erreichte in den Kulturtheorien um 1900 eine zentrale Bedeutung.
Abraham Hyacinthe Anquetil-Duperron machte 1771 für die Achsenzeit-These einige grundlegende Beobachtungen, dass Zarathustra, Konfuzius und Pherekydes Zeitgenossen waren und in verschiedenen Teilen der Welt zeitgleich „eine Art Revolution“ bewirkten. Anders als Jaspers fasste er das Phänomen aber nicht in eine feste begriffliche Struktur.
Damit gilt Anquetil-Duperron als einer der ersten Wegbereiter für die Theorie der Achsenzeit. Er veröffentlichte 1771 eine Übersetzung des Avesta in die französische Sprache, wodurch diese auf Zarathustra zurückgeführte Religionsurkunde erstmals den europäischen Wissenschaften zugänglich wurde.
Diese Beobachtung wurde in der Folge mehrfach aufgegriffen und um weitere einflussreiche Denker bzw. Religionsstifter, die ebenfalls Zeitgenossen dieser Epoche waren, ergänzt, darunter Laotse, Buddha, Parmenides und andere.
Der französische Sinologe Jean-Pierre Abel-Rémusat (1788–1832) stellte Laotse, Pythagoras, Platon und Israel in den Kontext seiner achsenzeitlichen Überlegungen. Seine Darstellungen der inhaltlichen Gemeinsamkeiten sind sehr viel differenzierter als die Anquetils. Zwei weitere Denker, auf die Jaspers Bezug nahm, waren Victor von Strauß (1856) und Ernst von Lasaulx (1870).
Ob Jaspers, so unter anderem Jan Assmann und Kurt Salamun, funktionell die Hegel’sche Metapher von einem „Angelpunkt, um den sich die Weltgeschichte drehte“ übernahm, bleibt unbelegt und eine Vermutung.

„(…) Dieses Prinzip ist die Angel, um welche sich die Weltgeschichte dreht. (…)“

Aus dieser Sicht hätte Jaspers gewissermaßen den geschichtlichen „Angelpunkt“ Hegels zur „Achse“ gewandelt.

## Karl Jaspers’ Achsenzeit-Theorie (1945 bis 1949)
Die große Leistung von Karl Jaspers war laut Jan Assmann, dass er „den Begriff der ‚Achsenzeit‘ prägte und nicht nur die bei weitem differenzierteste Phänomenologie, sondern auch die kühnste, ja abenteuerlichste Deutung des von Anquetil und anderen erhobenen Sachverhalts vorlegte“, insofern er die damalige Zeit als „Achse der Weltgeschichte“ betrachtete, „um die sich alles dreht und die deren Verlauf in vorher und nachher teilt“.

„In China lebten Konfuzius und Laotse, entstanden alle Richtungen der chinesischen Philosophie, darunter Mo-Ti, Tschuang-Tse, Lie-Tse und ungezählte andere, – in Indien entstanden die Upanischaden, lebte Buddha, wurden alle philosophischen Möglichkeiten bis zur Skepsis und bis zum Materialismus, bis zur Sophistik und zum Nihilismus, wie in China, entwickelt, – in Iran lehrte Zarathustra das fordernde Weltbild des Kampfes zwischen Gut und Böse, – in Palästina traten die Propheten auf von Elias über Jesaias und Jeremias bis zu Deuterojesaias, – Griechenland sah Homer, die Philosophen – Parmenides, Heraklit, Plato – und die Tragiker, Thukydides und Archimedes. Alles was durch solche Namen nur angedeutet ist, erwuchs in diesen wenigen Jahrhunderten annähernd gleichzeitig in China, Indien und dem Abendland, ohne dass sie gegenseitig voneinander wussten.“

Für Jaspers kündigt sich in jener Epoche der Unterschied oder die Grenzüberschreitung zwischen einem „mythisch-magischen“ bzw. „archaischen“ Denken, im Vergleich zu den Kulturen mit einem entstehenden wissenschaftlich-philosophisches Denken an.
Die Annahme einer Achsenzeit ist für Jaspers eine Möglichkeit, Geschichte in größeren Zusammenhängen zu betrachten, nicht jedoch – wie durch Hegel geschehen – als einen auf Europa fokussierten Prozess; die Menschheitsgeschichte sei vielmehr gespeist aus unterschiedlichsten Quellen aus allen Gebieten der Erde. Geschichte sei unter der Annahme einer Achsenzeit mehr als eine lose, zufällige Aufeinanderfolge von Ereignissen, allerdings auch nicht auf Europa als ihr letztliches Zentrum und Ziel zu begrenzen.
Zusammenfassend lässt sich nach Jaspers die abendländische Geschichte in der Großepoche Altertum in zwei Abschnitte gliedern:
- knapp 3000 Jahre Babylonien und Ägypten bis etwa zur Mitte des letzten Jahrtausends v. Chr.;
- eintausend Jahre Antike, gegründet auf den „Durchbruch der Achse“, die Geschichte der Juden, Perser, Griechen, Römer, in der sich das Abendland bewusst konstituiert, von der Mitte des letzten vorchristlichen bis zur Mitte des ersten nachchristlichen Jahrtausends (Lit.: Jaspers, S. 83).

### Die vier Kulturkreise der primären Achsenzeit (800–200 v. Chr.)
Jaspers sagt, dass mit der Reformbewegung des Jainismus und dem Buddhismus in Indien, dem Daoismus und dem Konfuzianismus in China, dem talmudischen Judentum und dem Zoroastrismus im alten Orient und der Philosophie des antiken Griechenland religiöse und philosophische Ansätze geschaffen worden seien, aus denen die Menschen noch immer Kraft und Hoffnung schöpften. Dieser Schritt ins Universale oder in die „Vergeistigung“, wie Jaspers sagt, habe eine Veränderung des gesamten Menschseins bewirkt.
China:
In China, wo unter anderem Konfuzius und Laotse wirkten, entstanden alle Richtungen der chinesischen Philosophie (Zeit der Hundert Schulen).
Indien:
In Indien, das in der Zeit zwischen 500 und 300 v. Chr. seine Prägung durch die Lehren Buddhas erhielt, waren bereits mit den älteren Upanishaden 800–600 v. Chr. die Anfänge der Natur-Philosophie und des Hinduismus entstanden (siehe: Indische Philosophie). Im diametralen Gegensatz zur griechischen Naturphilosophie stand im Mittelpunkt der indischen der Mensch und die Frage nach dem stofflichen Träger des Lebens.
Orient:
Im damaligen Palästina brachten die biblischen Propheten seit dem 8. Jahrhundert v. Chr. mit ihren Weissagungen ein wesentliches Moment der geistigen Schöpfung der Achsenzeit hervor. 521 bis 516 v. Chr. wurde zudem der zweite Tempel in Jerusalem erbaut und die Gemeinde mit Unterstützung der Propheten Haggai und Sacharja neu begründet. Bedeutend ist nach der Rückkehr aus der Babylonischen Gefangenschaft zumal auch Esra gewesen.
Im Iran lehrte Zarathustra nach einer weit verbreiteten Annahme, die Jaspers sich zu eigen macht, im 7. oder 6. Jahrhundert v. Chr. (zum Beispiel 618–541) als Religionsstifter und Priester-Prophet das Weltbild des Kampfes zwischen Gut und Böse, verkörpert durch den Schöpfergott Ahura Mazda und dessen Gegenspieler Ahriman. In der noch heute verbreiteten iranischen Religion des Zoroastrismus ist dementsprechend der Gegensatz zwischen awestisch Aša / altpersisch Arta (= „Wahrheit“, „Gerechtigkeit“ und „gute Ordnung“) und der (awestisch) Druj / altpersisch Drauga (= „Lüge“, „Ungerechtigkeit“, das „Böse“ und „Chaos“) von zentraler Bedeutung.
Okzident:
In Griechenland wurden mit den homerischen Epen Ilias und Odyssee (um und kurz nach 750 v. Chr.), den Naturphilosophen seit der ersten Hälfte des 6. Jahrhunderts v. Chr. (zum Beispiel die Milesier Thales, Anaximander und Anaximenes) sowie im 5. und 4. Jahrhundert v. Chr. Sokrates, Platon und Aristoteles die Grundlagen der heutigen europäisch-abendländischen Weltanschauung gelegt.
Diese Entwicklung wurde in Rom durch Marcus Tullius Cicero und Seneca fortgesetzt, denen nach der Begründung des Neuplatonismus durch Plotin in der Spätantike unter anderem Augustinus von Hippo, Proklos und Boethius folgten (siehe auch Philosophie der Antike).
Im antiken Griechenland entstand, wenn auch nur vorübergehend und weitgehend auf die Polis Athen beschränkt, eine Vorstellung von Freiheit, die offenbar nirgendwo sonst in der damaligen Welt entstanden war. Damit legte die antike Polis laut Jaspers „den Grund allen abendländischen Freiheitsbewusstseins, sowohl in der Wirklichkeit der Freiheit wie des Freiheitsdenkens (vgl. Solon). China und Indien kennen in diesem politischen Sinne keine Freiheit“ (Lit.: Jaspers, S. 88).
So liegt der große Wendepunkt der Achsenzeit für das Abendland in Jaspers’ Augen darin, dass vom 6. Jahrhundert v. Chr. an diese Freiheit griechischen Denkens, griechischer Menschen und griechischer Polis aufgekommen sei, sich dann in den Perserkriegen des 5. Jahrhunderts bewährt und danach zu ihrer höchsten Blüte entfaltet habe. Mit dem Vater der europäischen Geschichtsschreibung Herodot sei um die Mitte des 5. Jahrhunderts v. Chr. der Gegensatz zwischen Abendland und Morgenland bewusst geworden.
Die Griechen hätten, so Jaspers, das Abendland als geistige Kategorie gegründet, aber so, dass dieses nur existiert, indem es seinen Blick ständig auf den Orient richtet, sich mit ihm auseinandersetzt und sich von ihm absetzt, das von ihm Übernommene zu Eigenem verarbeitet und schließlich mit dem Sieg Alexanders des Großen über den Perserkönig Dareios III. um 330 v. Chr. die politische Macht vom Osten übernimmt.
Den Griechen verdanke die moderne Menschheit aber nicht nur Begriff und Form der abendländischen Philosophie und Wissenschaft, sondern auch ein vorbildhaftes Bildungssystem. „Die Bildung ist den Glücklichen Schmuck, den Unglücklichen Zuflucht“, befand bereits der Vorsokratiker Demokrit (68 B 180 DK). Für Perikles (bei Thukydides 2,41,1) ist Athen die Bildungsstätte ganz Griechenlands, zeichnet sich der einzelne athenische Bürger dank der ihm anerzogenen Eigenschaften vor allen anderen Griechen aus (Thukydides 2,40–41).
In einer Auseinandersetzung mit den Sophisten entwickelt Platon (428/427–348/347 v. Chr.) „das erste systematisch konstruierte Bildungsprogramm der europäischen Kultur“ (Lit.: Christes 2000, Sp. 151). Den Griechen galt Paideia als „das kostbarste Gut, das den Sterblichen gegeben ist“ (Menander, Monosticha 384 Jaekel bei Plat. Nom. 644b). In ihr sahen sie ihre kulturelle Identität definiert.
Das griechische Ideengut der Paideia lebte fort in der Aneignung durch die Römer. Von Marcus Tullius Cicero und Marcus Terentius Varro wird Paideía im Sinne der Bildung des ganzen Menschen verstanden und mit dem Begriff humanitas ins Lateinische übersetzt (Aulus Gellius, Noctes Atticae 13,16,1). So erhielt Paideia in der Zeit des römischen Weltreichs ihre die ganze weitere abendländische Kultur bis heute prägende humanistische Gestalt.
Die meisten heutigen Althistoriker haben sich allerdings von dieser lange Zeit angenommenen Dichotomie Orient versus Okzident, die Jaspers noch als selbstverständlich ansah, inzwischen gelöst; entscheidend hat hierzu die Orientalismus-Debatte seit den 1980er Jahren beigetragen. Forscher wie Josef Wiesehöfer halten den angeblichen Gegensatz von „griechischer Freiheit“ und „orientalischer Despotie“ für eine irreführende, auf Unkenntnis und Vorurteilen beruhende Vorstellung: Die Perserkriege seien keineswegs als eine Verteidigung der Griechen gegen eine Versklavung durch die Perser zu verstehen.

### Der sekundäre Durchbruch der Achsenzeit mit einem Höhepunkt in der Spätantike (284–565 n. Chr.)
Die Philosophen Plott, Dolin und Mays stimmen den Überlegungen von Karl Jaspers, Arnold J. Toynbee und anderen zu, dass um das Jahr 500 v. Chr. eine große kulturelle Durchbruchsperiode stattgefunden hat. In ihren Überlegungen ist die Annahme einer „Periodisierung der Zeit“ vor, während und nach der eigentlichen Achsenzeit begründet. Dabei sind „Periodengrenzen“ da angesiedelt, wo es zu Polarisierungen kam und diese deutlich hervortraten, so etwa im Hinduismus zwischen Vishnuismus und Shivaismus oder im Buddhismus zwischen dem Mahayana und Theravada sowie östlich in China zwischen Konfuzianismus und Daoismus usw. Im Gegensatz zu der vor-axialen Zeit mit einer Vielzahl transzendenter Wesen mit Göttern, Dämonen etc. traten nun während und nach der Achsenzeit ein übergeordnetes Prinzip auf, ob nun in einem Vernunftbegriff auf dem Fundament einer pantheistisch gedachte Natureinheit gefasst, oder als ein personaler sich offenbarenden Schöpfergott. Oder, gedacht in spirituellen Fundamentalbegriffen wie dem Brahman und Atman, oder in universellen metaphysische Wirkprinzipien, wie die des Chi oder Yin und Yang, dem Prana, Pneuma oder dem Heiligen Geist.

#### Das Judentum
Auch das Judentum erlebte laut Jaspers mit dem Talmud, dem nachbiblischen Hauptwerk des Judentums, einen sekundären Durchbruch der Achsenzeit. Es entstand in mehrhundertjähriger mündlicher und schriftlicher Überlieferung, so in der rabbinischen Literatur und wurde am Ende der Spätantike um 500 n. Chr. abgeschlossen.

#### Das Christentum
Die wichtigste Klammer zwischen Altem Orient und der abendländischen Antike bildet für Jaspers das Christentum – sei doch für das Bewusstsein des Abendlandes Jesus Christus die Achse der Weltgeschichte. Das Christentum als christliche Kirche ist „vielleicht die größte und höchste Organisationsform menschlichen Geistes, die bisher da war“. Aus dem altorientalischen Judentum stammen die religiösen Antriebe, ist doch Jesus in der Reihe der jüdischen Propheten der letzte, und steht in bewusster Kontinuität zu ihnen, aus der antiken Welt des hellenistischen Griechentums aber die philosophische Weite und Rationalität, aus dem Römertum die Organisationsenergie und die Weisheit im Realen (Lit.: Jaspers, S. 84).
Hinsichtlich seiner Loslösung von der jüdischen Wurzel, von einer jüdisch-messianischen Sekte, über das Urchristentum, zum Aufbau einer Kirchenorganisation und der Entwicklung einer von der römischen Staatsmacht verfolgten zu einer seit Konstantin I. zum Träger des römischen Weltreiches in der Spätantike aufsteigenden Staatsreligion handelt es sich hier um einen sekundären, das heißt zeitlich versetzten erneuten Durchbruch der Achsenzeit.

#### Der Islam
Im antiken Arabien vollzog sich der Durchbruch der Achsenzeit überhaupt erstmals unter dem Propheten Mohammed ca. 610–632 n. Chr. mit der Stiftung des Islam und der schriftlichen Fixierung der Offenbarungen des Propheten, die unter dem 3. Kalifen ʿUthmān ibn ʿAffān (644–656) 653 in einer endgültigen, unveränderlichen, kanonischen Rezension als Koran zusammengestellt wurden, als die Heilige Schrift der Muslime, die darin das Wort des Einen Gottes (Allah) sehen. Der Islam ist die jüngste der drei monotheistischen Weltreligionen mit heute über einer Milliarde Anhänger.
Die endgültige Kanonisierung der Schriften des Talmuds, des Neuen Testaments und des Korans in der Spätantike bewirkten, dass sich der Monotheismus in Europa und vielen anderen Weltregionen durchsetzte.

#### Griechische Philosophie und Wissenschaft
Auch griechische Philosophie und Wissenschaften erlebten in der Spätantike im sog. Neuplatonismus eine glanzvolle Nachblüte. Begründet wurde diese philosophischen Richtung, die sich in die Schultradition Platons stellte, von Plotin um die Mitte des 3. Jahrhunderts n. Chr. in Rom. Seine Schüler führten sie nach dessen Tod 270 n. Chr. weiter.
Der Neuplatonismus wurde zur wichtigsten philosophischen Bewegung der Spätantike und hat die griechische Philosophie, besonders die Werke Platons und des Aristoteles, dem Mittelalter und der Neuzeit vermittelt. Nachdem der Versuch einer Restauration des Heidentums auf neuplatonischer Grundlage unter Kaiser Julian (361–363 n. Chr.) gescheitert war und der christliche Kaiser Justinian I. 529 n. Chr. die Platonische Akademie in Athen als letztes und immer noch bedeutendstes Bollwerk „heidnischen“ Gedankenguts schließen ließ, wanderten sieben heidnische Neuplatoniker (darunter Simplikios und Damaskios) nach Persien an den Hof Chosraus I. aus; sie kehrten jedoch bald darauf wieder ins römische Reich zurück. Nach der arabisch-muslimischen Eroberung (ab 641 n. Chr.) hatte ihr dortiges Wirken sowie die Beschäftigung Chosraus I. mit der griechischen Philosophie großen Anteil daran, dass griechische Autoren ins Aramäische (Syrische), von da ins Arabische übersetzt und so der Nachwelt erhalten wurden.
Aber auch die christliche Theologie eines Augustinus von Hippo (354–430 n. Chr.), der das Werk Plotins gut kannte und benutzte, wurde vom Neuplatonismus stark beeinflusst. Dessen Zentrum war die Akademie in Athen, Hochburg der heidnischen, „vorchristlichen“ Philosophie.
Der nach Plotin bedeutendste Vertreter des spätantiken Neuplatonismus, Proklos, war von 437 bis zu seinem Tod 485 n. Chr. der Leiter der Platonischen Schule in Athen. Sein Werk kann als Endpunkt des pagan-philosophischen Denkens angesehen werden und hat die Platon-Rezeption in der europäischen Geistesgeschichte entscheidend geprägt.
Der bedeutendste neuplatonische Philosoph des lateinischen Westens in der Völkerwanderungszeit war Boethius (um 480–524 n. Chr.). Er hat als letzter Vertreter „die gesamte antike Bildung wie in einem Brennspiegel aufgefangen“ (Lit.: Kappelmacher 1928, S. 215) und gilt als wichtigster Vermittler griechischer Philosophie an die lateinische Welt seit Cicero und an das Mittelalter vor den Arabern.

#### Römisches Recht
Die einzigartige Rechtskultur, mit der Rom seinen spezifischen Beitrag zur geistigen Revolution der Achsenzeit lieferte, begann bereits mit den Decemviri legibus scribundis und fand ebenfalls ihren Höhepunkt und krönenden Abschluss erst in der Spätantike.
Am 15. Februar 438 wurde der Codex Theodosianus als amtliche Sammlung der Kaisererlasse von 313 bis 438 zum öffentlichen, privaten und zum Kirchenrecht publiziert und galt seit dem 1. Januar 439 im Osten, nach Akklamation durch den Senat (wohl schon am 25. Dezember 438), auch im Westen des römischen Reiches. 529 publizierte der oströmische Kaiser Justinian I. den nach ihm benannten Codex Iustinianus, eine Sammlung des Rechts von Kaiser Hadrian (117–138) bis in seine Zeit als ersten Teil des Corpus iuris civilis. Er ließ ihn aktualisieren, um die (533 publizierten Digesten) erweitern und in einer zweiten Auflage am 16. November 534 publizieren. Dieses Corpus iuris civilis wurde nach Rückeroberungen 554 auch im Westen gültig und diente als Grundlage der Rezeption des Römischen Rechts im Mittelalter und in der Neuzeit.
So lässt sich ein Faden von der ersten Kodifikation römischen Rechts in den sogenannten Zwölftafelgesetzen um 450 v. Chr., von denen Kaiser Justinian 27 Fragmente in seine „Digesten“ aufnehmen ließ, bis zu den Kodifikationen des Zivilrechts in der Moderne, zum Beispiel dem Allgemeinen bürgerlichen Gesetzbuch (seit 1811 in Österreich gültig), dem Code civil (seit 1804 in Frankreich und vielen anderen Ländern geltend) und schließlich dem Bürgerlichen Gesetzbuchs (seit 1900 in Deutschland in Kraft), das „somit ein Gesetzbuch“ ist, „das direkt aus der wissenschaftlichen Rezeption und Bearbeitung des römischen Rechts hervorgegangen ist“ (Lit.: Waldstein, S. 37), ziehen. Dass fast alle europäischen Staaten die bis heute unversehrt gebliebene römische Rechtskultur als gemeinsame Grundlage ihrer Rechtsordnungen haben, war und ist eine wesentliche Voraussetzung für eine echte Einheit Europas in der EU (Lit.: Waldstein, S. 34 und 39).

#### Philosophie und Bildungssystem im lateinischen Westen
In die Spätantike gehört ferner das Bildungssystem der Artes liberales. Paideia bzw. humanitas erlangten ihren kanonischen Ausdruck in einem Curriculum von Bildungsfächern, deren Studium für einen Freien als allein standesgemäß galt. Der Fächerkanon umfasste „sieben freie Künste“ (griech. enkýklios paideía, lat. artes liberales), nämlich Grammatik, Rhetorik, Dialektik, Arithmetik, Geometrie, Astronomie und Musik (Boethius, De institutione arithmetica 1,1). Sie konnten durch ein Philosophiestudium als Krönung der Ausbildung ergänzt werden.
Als letzter heidnischer Enzyklopädist vermittelte Martianus Capella um 420 n. Chr. die sieben freien Künste mit seinem Lehrbuch De nuptiis Philologiae et Mercurii (Philologias Vermählung mit Merkur) in 9 Büchern an das Mittelalter. Etwa zur selben Zeit stellte Augustinus von Hippo (354–430 n. Chr.) die sieben artes liberales in den Dienst der Gotteserkenntnis und legitimierte so die Aneignung heidnischer Bildung durch die Christen.
Am Ausgang der Antike integrierten dann Cassiodor (ca. 490–590 n. Chr.) und Isidor von Sevilla (um 560–636 n. Chr.) die artes liberales in Handbücher, in denen das gesamte, für die Christenheit relevante Wissen gesammelt war. Zunächst Lehrgegenstände der Kloster- und Lateinschulen, wurden sie im späten Mittelalter Gegenstand der Artistenfakultät, die den Fachstudiengängen der Theologie, Medizin und Jurisprudenz vorgeschaltet war. Als dann in der Epoche des Humanismus die Sprachwissenschaft aufblühte, verhalf ihnen das zur Gleichrangigkeit als Geisteswissenschaften und ließ die Artistenfakultät zur Philosophischen Fakultät aufsteigen (Lit.: Christes 1997, Sp. 62–64 mit weiterer Literatur).

#### Neupersisches Reich
Im 3. Jahrhundert n. Chr. wird im Sassanidenreich, nach der Gründung der Neupersischen-Dynastie unter Ardaschir I., im nördlichen Babylonien Mani als Stifter des Manichäismus bedeutsam. Er wurde unterstützt von Schapur I., dem Sohn des Ardashir. Der grundlegende Text für das Verständnis von Manis Position war das „Šābuhragān“, es ist das einzige von dem Propheten in mittelpersisch verfasste Werk.

#### Indien
Auch in Indien erlebte die Achsenzeit einen erneuten Durchbruch in der Spätantike: In der sogenannten Gupta-Zeit 320 bis 500 n. Chr. entwickelte sich der „klassische“ Hinduismus mit heute mehr als 800 Millionen Gläubigen.

## Rezeption der Jaspers’schen Achsenzeit

### Die Achsenzeit Karl Jaspers’ und ihre wissenschaftliche Bewertung
Bis Karl Jaspers auf die Debatte aufmerksam wurde und den Begriff der Achsenzeit ins Leben rief, durchlief sie ca. 20 Stationen, wie die beiden Forscher Dieter Metzler und Hans Joas aufzeigen konnten, wobei nur selten Bezüge untereinander hergestellt wurden. Erst ca. 25 Jahre nach Jaspers’ Buch-Veröffentlichung von Vom Ursprung und Ziel der Geschichte wurde die Theorie der Achsenzeit erneut aufgegriffen. Maßgeblich bestimmt wurde der Diskurs von dem israelischen Soziologen Shmuel N. Eisenstadt (1923–2010).
Jörg Rüpke hat ihren Sinn für die Religion in der römischen Republik 2012 untersucht. Michael Borgolte sieht in der Achsenzeit „einen signifikanten Einschnitt, den wichtigsten von allgemeiner Bedeutung“.
Jaspers’ Ideen hatten einen großen Einfluss; viele heutige Geschichtswissenschaftler stehen dem Konzept allerdings skeptisch gegenüber, da es vielfach auf Vorstellungen und Annahmen beruht, die die moderne Forschung mittlerweile verworfen hat.
Der deutsche Ägyptologe und Friedenspreisträger Jan Assmann untersuchte die Achsenzeit-Theorie und die seit dem 18. Jahrhundert in diesem Zusammenhang geführten Diskurse in einer Studie, die 2018 in Buchform unter dem Titel Achsenzeit. Eine Archäologie der Moderne veröffentlicht wurde. Assmann zufolge wurde der Begriff in neuerer Zeit in verschiedenen Forschungskreisen fälschlicherweise zunehmend als „wissenschaftliche Selbstverständlichkeit“ statt als „philosophische These“ behandelt. Zum einen zeigt Assmann auf, dass die Achsenzeit-Theorie von Jaspers keiner historischen Überprüfung standhält. Zum anderen würdigt er sie als „Plädoyer für einen kosmopolitischen Humanismus“, der auf „einer umfassenden Gemeinsamkeit aller Kulturen und Religionen beruht“. Unmittelbar nach dem Zweiten Weltkrieg formuliert, sind Jaspers Überlegungen für Assmann „das Gebot der Stunde in einer Zeit, in der nationale, religiöse und ideologische Partikularismen wieder an Macht und Einfluss gewinnen“.
Anzumerken ist allerdings, dass nicht wenige Gelehrte das Konzept der „Achsenzeit“ entschieden ablehnen und derartige Vorstellungen stattdessen in den Bereich der „hypothetischen Mutmaßungen“ verweisen.

### Achsenzeit-Diskurs im Arbeitskreis um Shmuel Noah Eisenstadt (ab 1970er Jahre)
Im Anschluss an Jaspers’ Beschäftigung mit der Achsenzeit-Theorie ruhte der Diskurs ca. 25 Jahre. Shmuel N. Eisenstadt machte sie zur Grundlage seiner kultursoziologischen Untersuchungen, wobei er das Konzept als solches nicht hinterfragte, sondern Achsenzeit zunächst als „festen Epochenbegriff“ benutzte. Eisenstadt gründete in Heidelberg einen interdisziplinären Arbeitskreis zu seinen umfassenden Achsenzeit-Studien und veranstaltete wissenschaftliche Tagungen zum Thema. Sein kulturanalytischer Ansatz führte Eisenstadt letztlich zur weitgehenden Dekonstruktion der Achsenzeit-Theorie, die auf der Annahme von Konvergenzen beruhte und nicht auf Differenzen und historischen Besonderheiten, wie sie ihn als Kulturanalytiker interessierten. Eisenstadts Verdienst ist es, so Jan Assmann, den Weg bereitet zu haben, das Achsenzeit-Konzept wieder als Heuristik zu verstehen, die auf verschiedene Kulturen angewendet werden kann, unabhängig von einer zeitlichen Eingrenzung.

### Robert N. Bellah und die Achsenzeit
Auch der amerikanische Soziologe und Religionswissenschaftler Robert N. Bellah wendete sich dem Achsenzeitkonzept von Jaspers zu, insbesondere in seinem Werk Religion in Human Evolution. From the Paleolithic to the Axial Age von 2011 (auf Deutsch 2020 erschienen als Der Ursprung der Religion. Vom Paläolithikum bis zur Achsenzeit). Mit dem Fokus auf die achsenzeitliche Konzeption trug er eine Vielzahl von Ergebnissen unterschiedlichster wissenschaftlicher Disziplinen zusammen. Bellah skizziert dabei die menschlich-kulturelle Entwicklung von der Altsteinzeit bis in das erste Jahrtausend v. Chr. Dabei stehen exemplarisch die axialen Zivilisationen Israels, Griechenlands, Chinas und Indiens im Fokus und werden gegen archaische Kulturen bzw. Religionen abgegrenzt. Dabei reflektierte er, trotz der sich individualisierenden religiösen Vorstellungen, im Bezug auf die Götter oder einem Gott, oder einem sakralen Kosmos, immer wieder die Einbindung der spirituellen Konzepte in die politischen „Legitimationsstrategien von Staaten und Imperien“, so Hans Joas. Darüber hinaus ergibt seine Analyse und Konzeption einer individualisierten Religionsvorstellung mit dem Bedürfnis nach Selbstreflexion, eine enge Beziehung zu dem Konzept von unter anderem Yehuda Elkana, englisch second order thinking, also dem „Denken zweiter Ordnung“, oder dem „Denken über das Denken“.
Bellahs Typisierung „religiöser Repräsentation“ in einen „enaktiven“, einen „symbolischen“ und einen „begrifflichen Typus“ lehnt sich grob an die Stadien von Merlin Donald an, das „mimetische“, das „mythische“ und das „theoretische Stadium“ der menschlichen Kognitionsentwicklung (siehe nächster Abschnitt). Der achsenzeitliche Durchbruch gelang, nach Bellah, einem „theoretischen Kulturstadium“, dass sich in einem Dialog mit dem „mythischen Kultur“ befand. Damit umgreift Bellahs Vorstellung einer Achsenzeit, ganz im Einklang mit der von Jaspers, den kulturellen Wandel von einer „mythischen Kultur“ oder einem symbolischen Denken hin zu einer Zeit eines „theoretischen Kulturstadiums“, das durch ein vermehrt (selbstreflektierendes) Denken ergänzt und gewandelt wird. Zu beachten ist jedoch, dass Bellah hierbei nur lose auf Donalds evolutionäre Stufentheorie zurückgreift, da bei Donald die „theoretische Kultur“ bereits mit dem Homo sapiens beginnt und sich seinem  kognitionsevolutionären Ansatz nach in der Achsenzeit erst „vollendet“ (siehe nächster Abschnitt).

### Verortung der Achsenzeit in der kulturellen Evolution und Technikevolution
Der Hominisationsforscher Merlin Donald folgt den Befunden der jüngeren Achsenzeitforschung und sieht in den – auch zeitlich asynchron auftretenden – achsenzeitlichen Kulturen, besonders in Griechenland, die Institutionalisierung der metacognition, also des „Denkens zweiter Ordnung“ im Sinne Yehuda Elkanas: […] the Axial Age might be regarded as the time when humanity went through a major evolutionary step in self-monitoring and supervision that can be described as metacognition.
Institutionell und in der sozialen Differenzierung drückt sich dies in der Entstehung einer public metacognitive class aus, worunter etwa die Rollen des Philosophen, Schriftsteller, Politikers, Rechtsanwalts oder Volksredners fallen. Vor dem Hintergrund seiner Theorie der Evolution des Bewusstseins interpretiert Donald die Achsenzeit als Periode des Durchbruchs der „theoretischen Kultur“, die seinem kulturrevolutionären, hominisationstheoretischen Stufenmodell nach vor 40.000 Jahren mit der Entstehung des Homo sapiens ansetzte und kumulativ auf die „mimetische Stufe“ vor zwei Millionen Jahren und die „mythische Stufe“ vor 200.000 Jahren folgt.
Die axiale Transformation der Bewusstseinsstruktur markiert die Keimphase der Vollendung dieser neuen Evolutionsstufe der Kultur und der menschlichen Kognition, die bis in die Gegenwart hinein wärt: The Axial Age might be considered the first period that germinated the seeds of later full-blown Theoretic cultures, such as those currently governing the developed world.
Auf Basis des kognitionsarchäologischen „Modells der Erweiterung kultureller Kapazitäten“, das anhand der Komplexität von Operationsketten bei Herstellung und Gebrauch von Werkzeugen und in menschlichen Kooperationen kumulative Entwicklungsstufen in der Evolution des Menschen und der Kultur nachwies, zeigte der Soziologe Davor Löffler, dass die Phänomene der Achsenzeit als Ausdruck einer spezifischen Stufe im evolutionären und zivilisatorischen Prozess der Erweiterung der Domestikations- und Abstraktionsfähigkeit des Menschen zu begreifen ist. Die achsenzeitlichen Innovationen (mit der Eisenverarbeitung als Vorbedingung) wie Münzgeld, Alphabet, Philosophie, politische Dynamisierung und Reflexivität kennzeichnen als „humankollektiv-integrative zivilisatorische Kapazität“ einen neuen Grad der Abstraktion, Umweltdomestikation und Integration von Agenten, der kumulativ und hierarchisch-integrierend auf den kulturell-technologischen Errungenschaften der frühen Hochkulturen („spezialisten-integrative zivilisatorische Kapazität“) aufbaut. Mit jeder diskreten Erweiterung der Operationsketten und Agentenintegrationen entstehen neuartige Bewusstseins-, Zeit-, Ökonomie-, Mathematik- und Metaphysikstrukturen.
Im zivilisationstheoretischen Schema der „Erweiterungsgrade zivilisatorischer Kapazitäten“ folgt auf die Achsenzeit ab ca. 1400 n. Chr. die Zäsur die Neuzeit als „maschinen-integrative zivilisatorische Kapazität“, in der etwa das Investitionskapital, das moderne Subjekt, das mechanistische Weltbild, die Naturwissenschaften, das Geschichts- und Fortschrittsdenken und der lineare Zeitpfeil entstehen und die ab 1870 einsetzende, kumulativ auf den Errungenschaften der Neuzeit aufbauende „Technologische Zivilisation“ als „prozess-integrative zivilisatorische Kapazität“, in der durch die Kategorie Information Systeme und Generativitätsprozesse domestiziert und in Operationsketten integriert sind.